# Helena Quist Kristensenová
Helena Quist Kristensenová (nepřechýleně Helena Quist Kristensen; * 5. dubna 2000, Støvring ) je bývalá aktivní dánská herečka a současná tanečnice, instruktorka tance a fotografka. Objevila se v krátkých i celovečerních filmech. V roce 2010 získala hlavní roli v dánském celovečerním filmu Kufferten v režii Charlotte Madsen. Hun har tidligere også medvirket i Karla og Jonas (2010), hvor hun spillede Line - Jonas' lillesøster. Již dříve se objevila také ve filmu Karla og Jonas (Karla a Jonas, 2010), kde ztvárnila Line - Jonasovu mladší sestru. 

## Filmografie
Helena Quist Kristensen hrála ve filmech: 
- Karla og Jonas (2010)
- Søde lille du (2010)
- Bulb (krátký film, 2010)[4]
- Kufferten (2012)
- Sammen hver for sig (2013)